# شدو کینگ
شَدو کینگ یا شاه سایه (به انگلیسی: Shadow King) با نام اصلی اماهل فاروق (به انگلیسی: Amahl Farouk)، یک شخصیت خیالی ابرشرور در کتاب‌های کامیک آمریکایی منتشر شده توسط مارول کامیکس است. شخصیت شدو کینگ توسط نویسنده کریس کلیرمونت و طراح جان بیرن خلق شده است که برای اولین بار، در شمارهٔ ۱۱۷ از مجموعه کمیک مردان-ایکس غیرطبیعی (ژانویه ۱۹۷۹) حضور پیدا کرد.
شدو کینگ موجودیت و نهاد قدرتمند از انرژی خالص دورکاری ذهن است که قادر به تغذیه از نفرت و خشونت بشریت است، و توانایی تسخیر و کنترل بدن انسان‌ها را دارد. در ابتدا تصور می‌شد او یک جهش‌یافته است، اما هنگامی که اماهل فاروق را در اختیار گرفت، شدو کینگ نخستین جهش‌یافته بدذاتی محسوب می‌شد که با چارلز اگزاویه مقابله نمود. نبرد آن‌ها مهم‌ترین دلیل چارلز برای تشکیل تیم مردان ایکس بود.

## زندگینامه ساختگی شخصیت
خاستگاه و منشأ شَدو کینگ نامشخص است. او پیدایش نیمه تاریک خودآگاهی انسان در مولتیورس است که توسط نخستین کابوس ظهور پیدا کرد. وقتی توانایی‌های اماهل فاروق توسعه یافتند، او به شکل فیزیکی کسانی که در اطرافش بودند را کنترل می‌نمود، و از سایه‌های موجود در روح آن‌ها تغذیه می‌کرد تا در نهایت با شدو کینگ ادغام شوند (عملی که از میزبانی به میزبان دیگر و از سرآغاز بشریت انجام داده است).
در سال ۱۹۳۱، شدو کینگ با نام اماهل فاروق برای دو مأمور ویژه آدولف هیتلر به نام‌های ولفگنگ وون استارکر و گایست کار می‌کرد. آن‌ها قصد عزل پادشاه ادوارد انگلستان را داشتند تا رهبری فاشیسم را با هدف حمایت از آن‌ها جایگزینش کنند. هنگامی که فاروق در حال انجام تشریفات عرفانی بود، به‌طور تصادفی میزبان نیروی فینکس ریچل سامرز، و همتیمی‌اش شدوکت (کیتی پراید) را به ارمغان آورد. بدین سبب وون استارکر که از این نتیجه خشنود نبود، به توانایی‌های فاروق مشکوک شد. شدو کینگ به سرعت ریچل سامرز را تسخیر کرد و شدوکت پا به فرار گذاشت و با اَلسدِر کینراس متحد شد. شدوکت تلاش کرد توسط دورآگاهی با ریچل ارتباط برقرار کند، اما متوجه شد فاروق کنترل او را به دست گرفته است. کیتی با به زبان آوردن نام شدو کینگ، فاروق را شگفت‌زده نمود و قادر به فرار شد. فاروق کنترل کینراس را نیز بر عهده گرفت و سعی کرد هر دوی آن‌ها را از بین ببرد، اما کیتی به‌وسیلهٔ توانایی توقف تدریجی خود، سیستم عصبی کینراس را مختل کرد و او را ضربه فنی نمود.

## توانایی‌ها و قدرت‌ها
شدو کینگ یکی از قوی‌ترین جهش‌یافته‌ها با توانایی دورآگاهی در جهان است و تنها پروفسور ایکس در این زمینه بر او برتری دارد. او قادر به تسخیر و در اختیار گرفتن موجودات دیگر است و همچنین توانایی استفاده از تیرها و کاوشگرهای روحی نیرومند دارد.
شدو کینگ همچنین مخلوقی نامیرا است و در کالبد اختری خود تنها با توانایی دورآگاهی یا با استفاده از جادوهای ویژه‌ای صدمه خواهد دید و در این شکل مبارزی ماهر نیز به‌شمار می‌رود. او توانایی زندگی فراتر از مرگ در بدن فیزیکی از خود نشان داده است. از زمان مرگ فیزیکی شد و کینگ، او به‌طور کامل به عنوان موجودی اختری وجود داشته است، اما او همچنین قادر به تسخیر یک بدن فیزیکی، و در صورت موجود حتی استفاده از قدرت‌های دورکاری ذهن میزبانش می‌باشد. او همچنین با استفاده از توانایی خود قادر به درمان آسیب‌های فیزیکی بر روی بدن میزبان است.

## در رسانه‌ها
شَدو کینگ نقش هماورد اصلی را در مجموعه تلویزیونی لژیون ایفا می‌کند. پیش از افشای هویت این شخصیت در مجموعه، دیوید هالر به او با عنوان «شیطانی با چشمان زرد» اشاره می‌کرد. شدو کینگ به غیر از شکل واقعی خود، چندین ظاهر متفاوت نیز به خود می‌گیرد، از جمله سگ دوران کودکی هالر، پسر عصبانی (با نقش‌آفرینی دوین دالتون)، دوست خوب هالر، لنی باسکر (با بازی آبری پلازا)، موجودیت شرور با بازی نوید نگهبان (فصل ۲ و ۳) و دوست دوران جوانی هالر به نام بنی.